# Gnetum africanum
Gnetum africanum — вид голонасінних рослин класу гнетоподібних.

## Опис
Це багаторічна, лозоподібна рослина, яка росте довжиною близько 10 метрів. Листки папероподібні, ростуть в групах по три. Листки можуть рости приблизно до 8 см довжиною, а при настанні строку на лозі з'являються невеликі квіти. Насіння лози нагадують м'ясисті плоди (кістянки), розміром 10–15 × 4–8 мм, червоно-оранжевого кольору при повному дозріванні.

## Поширення, екологія
Країни проживання: Ангола; Камерун; Центральноафриканська Республіка; Республіка Конго; Демократична Республіка Конго; Габон. Росте у первинних і вторинних напівлистяних, вологих лісах, в деяких випадках, коли ліс деградував суттєво. Види терпить як густі ліси так і перехід до антропогенної савани у відкритих, сонячних місцях. Однак у більшості випадків вид є тіньовитривалою рослиною і не любить прямих сонячних променів. Крім того, росте у річкових лісових умовах, які сезонно затоплюються і мали ґрунт піщаного складу.

## Використання
Листя і плоди їстівні коли приготовлені. Листя нарізають невеликими смужками, готують в соусах і їдять з маніокою. Листя також з'їдають горили. Ніжки дрібно нарізають, змішують з милом і використовують як шампунь для стимуляції росту волосся. Кора використовується, щоб зробити мотузку й рибальські мережі. Рослина використовуються в лікувальних цілях.

## Загрози та охорона
Надмірний збір для місцевої, національної та міжнародної торгівлі є головною загрозою для цього виду. Вид записаний у кількох охоронних територіях.